# Señora Flecha
Señora Flecha es un personaje ficticio que aparece en los cómics estadounidenses publicados por Marvel Comics. 

## Historial de publicación
Fue creada por Peter David, Mike Wieringo y Todd Nauck. Apareció por primera vez en Friendly Neighborhood Spider-Man # 4 (enero de 2006).

## Biografía ficticia

### El Otro
Durante los eventos de El Otro, Spider-Man murió luchando contra su enemigo Morlun. Sin embargo, su cuerpo fue descubierto más tarde como un saco de piel; Spider-Man había mudado de piel y se había retirado a un 'capullo' debajo del Puente de Brooklyn, del que luego emergió, completamente curado de sus heridas anteriores. Por lo tanto, Spider-Man había 'conquistado' la muerte.
Mientras tanto, en la Torre Stark, las arañas piratas comenzaron a comerse el viejo cadáver de Peter. Cuando Spider-Man regresó, la parte superior de la Torre Stark estaba cubierta de telarañas. Dentro de la torre, Spider-Man descubrió que las arañas piratas habían consumido la piel desechada de Peter. Saciadas de su carne, las arañas formaron un cuerpo propio, femenino en oposición al macho de Spider-Man.
Declarándose ser el "Otro" de Spider-Man, la criatura le explicó a Peter que existe porque se suponía que Peter iba a morir, pero no lo hizo. Para mantener el "equilibrio", la criatura había llegado para convertirse en su opuesto, así como en su igual, y evolucionaría a medida que evolucionara, o moriría como él moriría. Luego se escapó por un desagüe. Más tarde se vio un capullo en una iglesia, donde presumiblemente la criatura hibernaba.

### Señora Flecha
Después de que Peter envió a Flash Thompson a la enfermería debido a una bola de esquivar en la cara, Ero, tomando la forma de la afroamericana Señora Flecha, trató la lesión de Flash mientras explicaba que ella era la nueva enfermera de la Escuela Midtown High. Para explicar su nombre, afirmó que sus padres eran "hippies empedernidos". Cuando la escuela fue atacada por los tres Mysterios, Flecha rápidamente demostró que no era todo lo que parecía ser. Quentin Beck vio a través de su disfraz y le dijo que sus "superiores" querían mantener a Peter en la escuela, mientras Francis Klum vio de primera mano lo que Flecha era capaz de hacer.
Flecha más tarde convenció a Spider-Man para que se quedara en la escuela. Sin embargo, cuando Peter se convirtió en un fugitivo por ir contra Iron Man, tuvo que usar un distorsionador de imagen para disfrazarse de "Ben Reilly" para continuar su carrera en la escuela. Más tarde, Flecha comenzó a mostrar su naturaleza siniestra poco a poco, sobre todo cuando Flash comenzó a salir con Betty Brant. Mientras Flash y Betty estaban en una cita, Betty tuvo que ir al baño. Mientras estaban allí, miles de arañas salieron corriendo del baño, asustando a Betty. Cuando Flash y el gerente del restaurante llegaron a la escena después de que Betty había salido del baño, solo se encontró algo de cocaína y una pajita, lo que hizo que el gerente pensara que Betty había consumido cocaína. Betty y Flash se fueron mientras Señora Flecha apareció entre las sombras.

### Ero revelada
Flecha se reveló como un ser compuesto por arañas piratas que se vieron por primera vez en "El Otro". Se había disfrazado de humana y decide poner en marcha su plan para que Flash se convierta en su "anfitrión". Mientras tanto, Betty y Peter comienzan a sospechar que Flecha está ocultando algo, especialmente desde que Peter se da cuenta de que ella no activa su sentido arácnido cuando está cerca de descubrir su identidad secreta. Después de investigar un poco, descubren que "Flecha" suena similar a "Ero", un género de araña pirata. Flecha, mientras tanto, ha rastreado a Flash en una bolera donde ha ido con su amiga, la jugadora de bolos profesional Kelly Kulick. Sin querer perder más tiempo, Flecha procedió a revelar su verdadera naturaleza a los transeúntes circundantes y causó un caos a su paso. Mientras Spider-Man llegó a tiempo para detener la carnicería y salvar a Kulick, Flecha se escapó con Flash a través de las alcantarillas.
Ero lleva a Flash a la iglesia donde ella salió de su capullo y, después de pegarlo al techo, le quita un saco de huevos del estómago con el plan de embarazarlo. Spider-Man llega a tiempo una vez más para detenerla. Mientras luchan, Ero revela que los aguijones de Spider-Man solo aparecen cuando se enfrenta a "... alguien como yo, alguien cuyo ser está arraigado en las fuerzas primarias del caos y la oscuridad". Ero luego logra apuñalar a Spider-Man en el hombro, drogándolo y ralentizándolo. Teniendo la ventaja, Ero decide embarazar a Spider-Man en su lugar, su lógica es que si bien la descendencia será considerablemente menor que la de Flash, al final asegurará la desaparición de su enemigo. Justo cuando Ero está a punto de implantar su saco de huevos en Spider-Man, Betty Brant llega y dispara el saco de huevos con balas de plata, disparadas con una escopeta. Enfurecida por la pérdida de sus huevos y jurando venganza contra Betty, intenta escapar. Spider-Man la sigue y la atrae a un aviario, donde los pájaros la devoran viva. Solo queda una araña, que Spider-Man pisa con desprecio.

### Regreso
Kaine Parker aceptó la oferta de ayudar a su nueva aliada Aracely, convirtiéndolo en Tarántula. Sin embargo, el Otro hizo que la mente de Kaine fuera inestable y atacó a Aracely. Pronto entraron en contacto con The Superior Spider-Man y más tarde con Morlun, quien lo mata. Morlun realizó un ritual que resucitó a Kaine, pero no al Otro, que más tarde volvió a la vida usando el cuerpo del Peter Parker MC2.

## Poderes y habilidades
Señora Flecha está compuesta por miles de arañas que poseen una mente de colmena, no muy diferente a la de Thousand, sin embargo, a diferencia de Thousand Arrow, era mucho más organizada y tenía que adherirse al comportamiento típico de las arañas, como crear un saco para criar niños. Flecha poseía aguijones en las muñecas que eran venenosos para cualquiera que fuera apuñalado por ellos. Esta fue la misma habilidad adoptada por Peter y Kaine Parker. También se muestra que posee visión nocturna.

## En otros medios
En la primera versión de Spider-Man: Turn Off the Dark, el programa fue narrado por Geek Chorus, fanáticos de Spider-Man que estaban en el proceso de escribir la historia más extrema y definitiva de Spider-Man. Uno de ellos reclama el nombre de Señora Flecha. Ella tiene la mayor participación en el programa siendo la que presenta a la diosa araña Aracne y crea la villana Swiss Miss. El papel fue interpretado por Alice Lee.